# Centro Social y Recreativo Español
O Centro Social y Recreativo Español, conhecido como Centro Español, é um clube de futebol argentino da cidade de Villa Sarmiento, no partido de Morón, na província de Buenos Aires. Fundado em 24 de junho de 1934, suas cores são o azul e o branco.. Atualmente participa da Primera División D, a quinta e última divisão do futebol argentino para as equipes diretamente afiliadas à Associação do Futebol Argentino (AFA), entidade máxima do futebol na Argentina. O clube não possui estádio próprio, está em construção.

## História
Uma importante quantidade de imigrantes espanhóis residentes na zona de Haedo, partido de Morón, província de Buenos Aires, se reuniram em 24 de junho de 1934 e fundaram o Central Social y Recreativo Español com o intuito de estimular a atividade esportiva entre seus compatriotas e descendentes.
O clube afiliou-se à Associação do Futebol Argentino (AFA) em 1959 e começou a disputar o campeonato da Tercera División de Ascenso (atual Primera D), que era na ocasião, a quarta divisão do futebol argentino. Sempre participou da Primera D, amargou 4 (quatro) vezes a desfiliação temporária por finalizar em último colocado (1989–90, 1995–96, 2005–06 e 2007–08).

## Cronologia no Campeonato Argentino de Futebol
| Período                 | Campeonato                 | Divisão | Associação | Ref.        |
| ----------------------- | -------------------------- | ------- | ---------- | ----------- |
| 1959 — Apertura de 1986 | Primera División D         | Quarta  | AFA        | [ 1 ] [ 3 ] |
| 1986–87 — 1988–89       | Primera División D         | Quinta  | AFA        | [ 1 ] [ 3 ] |
| 1989–90                 | Desfiliação Regulamentária |         |            | [ 1 ] [ 3 ] |
| 1990–91 — 1994–95       | Primera División D         | Quinta  | AFA        | [ 1 ] [ 3 ] |
| 1995–96                 | Desfiliação Regulamentária |         |            | [ 1 ] [ 3 ] |
| 1996–97 — 2004–05       | Primera División D         | Quinta  | AFA        | [ 1 ]       |
| 2005–06                 | Desfiliação Regulamentária |         |            | [ 1 ] [ 3 ] |
| 2006–07                 | Primera División D         | Quinta  | AFA        | [ 1 ] [ 3 ] |
| 2007–08                 | Desfiliação Regulamentária |         |            | [ 1 ] [ 3 ] |
| Desde 2008–09           | Primera División D         | Quinta  | AFA        | [ 1 ] [ 3 ] |